# Hana Bělohradská
Hana Bělohradská (12. ledna 1929, Praha – 25. února 2005, Praha) byla česká spisovatelka, scenáristka a překladatelka.
Maturovala roku 1948 v Praze, poté studovala rok na Právnické fakultě Univerzity Karlovy v Praze, ale studia nedokončila a začala pracovat jako pomocnice na 1. dětské klinice v Praze. Později tamtéž získala místo laborantky. Od roku 1961 se věnovala plně literatuře. Přispívala především do Plamene a Literárních novin. Roku 1962 vydala svůj debut, novelu Bez krásy, bez límce, v níž sledovala kontrastní osudy obyvatel jednoho pražského činžáku během německé okupace. Tu převedla i do podoby filmové scénáře, který byl natočen režisérem Zbyňkem Brynychem (podílel se i na scénáři) pod názvem ...a pátý jezdec je Strach. Za scénář k tomuto filmu obdržela v roce 1965 zvláštní cenu poroty na Mezinárodním filmovém festivalu v Mar del Plata v Argentině. Roku 1966 ji vyšel psychologicko-kriminální román Poslední večeře, i ten převedla do formy scénáře, a vznikl tak detektivní film Znamení raka režírovaný Jurajem Herzem. V letech 1966–1967 byla lektorkou nakladatelství Československý spisovatel. Aktivně se účastnila obrodného procesu v roce 1968, mj. jako členka předsednictva Kruhu nezávislých spisovatelů. 
Od roku 1970 nesměla publikovat. Věnovala se poté hlavně překládání, některé její překlady zaštítila svým jménem Jarmila Emmerová. Řadu překladů publikovala též pod pseudonymy Helena Karezová, Marie Vodičková a Věra Šedá. K jejím překladům z té doby patří například hra Pobřeží Edwarda Albeeho, jinak šlo hlavně o anglickojazyčné detektivky (Ross Macdonald, Arthur Upfield, Erle Stanley Gardner, Zane Grey, Ruth Rendellová), jen výjimečně o vážnější prózu (Beryl Bainbridgeová). Když se během perestrojky uvolnila společenská atmosféra, napsala na motivy románu Ladislava Fukse Vévodkyně a kuchařka televizní hru Ohňostroj v Aspern, natočil ji Pavel Háša roku 1987. Po Listopadu 1989 se stala předsedkyní výboru Českého literárního fondu a členkou výboru českého PEN klubu. JEjím manželem byl architekt Marian Bělohradský (1923 - 1996), její dcerou je scenáristka Lucie Bělohradská (* 1954).

### Próza
- Bez krásy, bez límce (1962)
- Vítr se stočí k jihovýchodu (1963)
- Poslední večeře (1966)
- Nebezpečné výpravy (1994)
- Přešťastné manželství (1998)
- Titanic a jiné povídky (2004)

### Divadelní hry
- Incident (1991)